# كارولاينا مارين
كارولاينا مارين (بالإسبانية: Carolina Marín)‏ هي لاعبة كرة الريشة إسبانية، ولدت في 15 يونيو 1993 في ولبة في إسبانيا.

## انجازات
كانت بطلة أولمبية في ريو دي جانيرو 2016، وبطلة العالم ثلاث مرات في 2014 و 2015 و 2018، وبطولة أوروبية خمس مرات في 2014 و 2016 و 2017 و 2018 و 2021.
حصلت على جائزة رينا صوفيا الوطنية للرياضة لأفضل رياضية إسبانية لعام 2014 وميزت بالميدالية البرونزية من وسام الاستحقاق الملكي الرياضي (2014) والميدالية الذهبية من وسام الاستحقاق الملكي الرياضي (2016).
في عام 2016، تم تغيير اسم قصر ولبه الرياضي  إلى «قصر كارولينا الرياضي» تكريماً لها، وفي عام 2018 حصلت على الميدالية الأندلسية.

## مسيرتها
شاركت في دورتين من الألعاب الأولمبية الصيفية، وحصل على الميدالية الذهبية في ريو دي جانيرو 2016، في الحدث الفردي، والمركز السابع عشر في لندن 2012. ولن تتمكن من لعب أولمبياد طوكيو 2020 بسبب إصابة في الركبة. لقد عانت قبل شهرين من بدء الألعاب
حصل على ثلاث ميداليات ذهبية في بطولة العالم لكرة الريشة بين عامي 2014 و 2018، وخمس ميداليات ذهبية في بطولة تنس الريشة الأوروبية بين عامي 2014 و 2021.
بالإضافة إلى ذلك، فقد فاز بست ميداليات عن اتحاد الألعاب الرياضية، وبطولة عموم إنجلترا وماليزيا المفتوحة في عام 2015، وبطولة الصين المفتوحة مرتين، في 2018 و 2019، وبطولة تايلاند المفتوحة مرتين في عام 2020.

### وصلات خارجية
- كارولاينا مارين على موقع BWF.tournamentsoftware.com (الإنجليزية)
- كارولاينا مارين على موقع BWFbadminton.com (الإنجليزية)
- كارولاينا مارين على موقع اللجنة الأولمبية الدولية (الإنجليزية)
- كارولاينا مارين على موقع أوليمبيديا (الإنجليزية)
- كارولاينا مارين على موقع اللجنة الأولمبية الإسبانية (الإسبانية)